# Musikåret 1997

## Händelser

### Januari
- 9 – David Bowie framför sin 50:e Birthday Bash-konsert (dagen efter hans födelsedag) i Madison Square Garden i New York, med gästerna Black Francis, Foo Fighters, Sonic Youth, Robert Smith från The Cure, Lou Reed, och Billy Corgan från The Smashing Pumpkins, med Placebo som förband. Ekonomiska överskott skänks till Rädda Barnens fond.[1]
- 10 – James Brown får en stjärna på Walk of Fame i Hollywood.[2]
- 17 – Operan Vargen kommer har premiär på Malmö musikteater.[3]
- 19 – Madonna vinner priset "bästa skådespelare i en film, musikal eller komedi", för sin medverkan i Evita, under 54:e Golden Globe Award i USA.[4]
- 30–1 februari – Umeå är så kallad "Popstad" i dagarna tre.[5]

### Februari
- 1 – Melodin "Till min kära" med Streaplers noteras för nytt maratonrekord på Svensktoppen med 72 veckor.[3]
- 15 – Melodin "Till min kära" med Streaplers lämnar Svensktoppen efter 73 veckor, nytt rekord för antalet veckor på Svensktoppen [6].
- 17 – Årets Grammisgala i Sverige äger rum och sänds i TV 4 [7].

### Mars
- 8 – Blonds låt Bara hon älskar mig vinner den svenska uttagningen till Eurovision Song Contest i Göteborg.[8]
- 11 – Paul McCartney dubbas av drottning Elizabeth II av Storbritannien.[3]

### Maj
- 10 – Katrina and the Waves låt Love Shine a Light vinner Eurovision Song Contest i Point Theatre i Dublin för Storbritannien.[9]
- 24 – Kraftwerk spelar på festivalen Tribal Gathering i Luton, Storbritannien. Detta var första gången de i en livesituation spelade helt nytt material sedan 1981.
- Musikalen West Side Story på Oscarsteatern med bl.a. Richard Herrey, Petra Nielsen och Karl Dyall.

### Juni
- 14 – Konsert med Blur, The Chemical Brothers, The Cure, Echo & the Bunnymen, Foo Fighters, The Mighty Mighty Bosstones, Oasis, The Offspring, Radiohead, Reel Big Fish, Social Distortion, Squirrel Nut Zippers, Third Eye Blind och The Wallflowers på KROQ Weenie Roast i Los Angeles, Kalifornien (USA)
- 17 – Nionde upplagan av Love Parade hålls.[3]
- 22 – Den svenska musikern, artisten och kompositören Ted Gärdestad begår självmord, 41 år gammal.

### Juli
- 14 juli
  - Ace of Base och Hot n' Tot uppträder i Borgholm på Victoriadagen.[3]
  - Bandet The White Stripes bildas.

### Augusti
- 14 – Michael Jackson ger konsert inför 50 000 åskådare på Parken i Köpenhamn.[3]
- 29 – Michael Jackson ger konsert i Köpenhamn med en extrakonsert på 39-årsdagen, och uppvaktas med tårta av Köpenhamns stad.[3]

### September
- 6 – Michael Jackson avslutar sin världsturné i Valladolid.[3]

### November

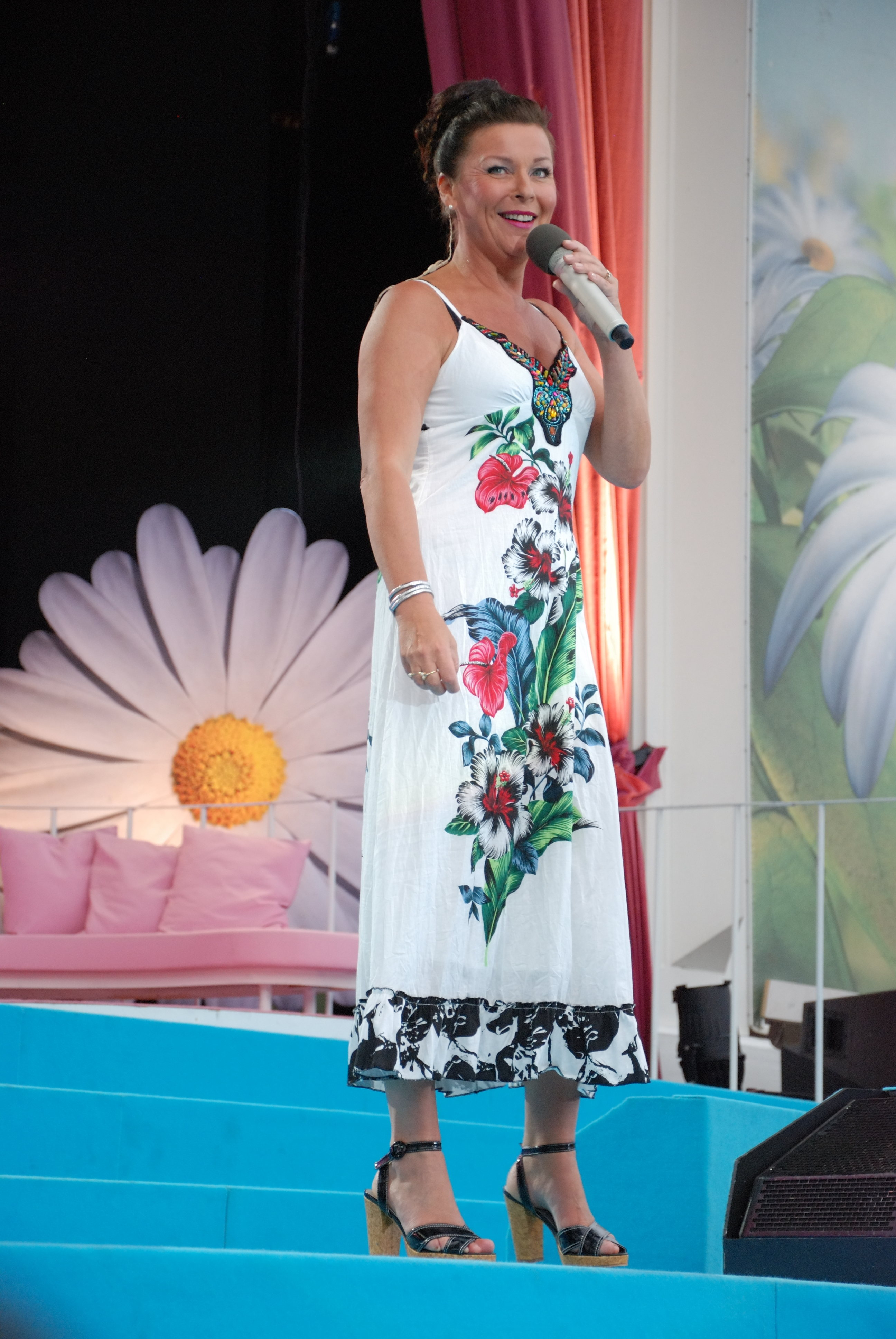
Lotta Engberg

- 10 – Lotta Engbergs orkester vinner Hänts meloditävling med låten Åh, vad jag älskade dig just då	. Evenemanget sänds direkt i TV 4 [10].

### December
- 6–7 – Konsert med Fiona Apple, The Aquabats, Beck, Blink-182, David Bowie, Chumbawamba, Everclear, Green Day, Jane's Addiction, Live, Matchbox Twenty, Sarah McLachlan, No Doubt, Portishead, Rancid, Save Ferris, Smash Mouth, Sneaker Pimps, Sugar Ray, 311 och Third Eye Blind på KROQ Acoustic Christmas i Los Angeles, Kalifornien, USA.

### Okänt datum
- Svensk musikindustri drar in 2 miljarder SEK till Sverige.[11]
- Peter Tägtgren släpper sitt första album Pain.
- Japanska j-rockgrupperna Dir en grey och MUCC grundas.

## Priser och utmärkelser
- Albin Hagströms Minnespris – Rune Gustafsson
- Atterbergpriset – Eskil Hemberg
- Stora Christ Johnson-priset – Anders Hillborg för Violinkonsert
- Mindre Christ Johnson-priset – Karin Rehnqvist för Solsången
- Cornelis Vreeswijk-stipendiet – Lars Forssell
- Crusellstipendiet – Andreas Hansson
- Fred Åkerström-stipendiet – Finn Zetterholm
- Hambestipendiet – Pia Raug, Danmark
- Hugo Alfvénpriset – Hans Eklund
- Jan Johansson-stipendiet – Egil Johansen
- Jazz i Sverige – Blue Pages
- Jazzkatten
  - ”Årets jazzmusiker” – Bobo Stenson
  - ”Årets jazzgrupp” – Bosse Brobergs Nogenja
  - ”Årets nykomling” – Jacob Karlzon
  - ”Musiker som förtjänar större uppmärksamhet/Grand Cru” – Åke Johansson
- Jenny Lind-stipendiet – Malin Byström
- Johnny Bode-stipendiet – Ale Möller
- Jussi Björlingstipendiet – Lena Nordin
- Lars Gullin-priset – Lars Sjösten
- Medaljen för tonkonstens främjande – Alvar Burman, Josef Grünfarb och Siegfried Naumann
- Musikexportpriset – The Cardigans
- Nordiska rådets musikpris – Björk Guðmundsdóttir, Island
- Norrbymedaljen – Gary Graden
- Polarpriset – Bruce Springsteen och Eric Ericson[3]
- Rosenbergpriset – Åke Parmerud
- Schockpriset – Jorma Panula, Finland
- Spelmannen – Anne Sofie von Otter
- Svenska Dagbladets operapris – John Erik Eleby
- Ulla Billquist-stipendiet – Helen Sjöholm
- Årets barn- och ungdomskörledare – Eva-Katharina Larsson (postumt) och Gunnel Fagius
- Årets körledare – Johan Magnus Sjöberg

## Årets album
Vänligen sortera soloartister på efternamn, musikgrupper på förstabokstaven (utan engelskans "The" och "A")

### A – G
- Anzjalika Ahurbasj – Noch bez sna
- Alabama 3 – Exile on Coldharbour Lane
- All Saints – All Saints
- Elisabeth Andreassen – Så skimrande var aldrig havet [12]
- Anouk – Together Alone
- Svend Asmussen – Fit as a Fiddle
- Backstreet Boys – Backstreet's Back
- Erykah Badu – Baduizm
- Beborn Beton – Truth
- Ben Folds Five – Whatever and Ever Amen
- Mat Bianco – World Go Round
- Black Ingvars – Sjung och var glad med Black-Ingvars
- Björk – Homogenic
- Blur – Blur
- Andrea Bocelli – Aria – The Opera Album, Hymn for the World
- Borknagar – The Olden Domain
- Burzum – Dauði Baldrs
- David Bowie – Earthling
- David Bowie – The Best of David Bowie 1969/1974
- The Chemical Brothers – Dig Your Own Hole
- Coolio – My Soul
- Covenant – Dreams of a Cryotank
- Wille Crafoord – Samma typ av annorlunda saker
- Christos Dantis – Ta Giousoufakia
- Clawfinger – Clawfinger
- Kikki Danielsson – Långt bortom bergen
- Depeche Mode – Ultra
- Dream Theater – Falling Into Infinity
- Bob Dylan – Time Out of Mind
- Lisa Ekdahl – Bortom det blå
- Lisa Ekdahl – When Did You Leave Heaven
- Faith No More – Album of the Year
- John Fogerty – Blue Moon Swamp
- Foo Fighters – The Colour and the Shape
- Front Line Assembly – Flavour of the Weak
- Eric Gadd – The Right Way
- Galadriel – Empire of Emptiness
- Gamma Ray – Somewhere Out in Space
- Gamma Ray – The Karaoke Album
- Art Garfunkel – Across America
- Art Garfunkel – Songs from a Parent to a Child
- Peter Gullin – Untold Story

### H – R
- Charlie Haden & Pat Metheny – Beyond the Missouri Sky (Short Stories)
- Alf Hambe – Ännu en sång om den gröna dimmans skog
- Hammerfall – Glory to the brave
- Herbie Hancock & Wayne Shorter – 1+1
- Hanson – Middle of Nowhere
- HIM – Greatest Lovesongs Vol. 666
- Hole – My Body, The Hand Grenade
- Natalie Imbruglia – Left of the Middle (debut)
- Janet Jackson – The Velvet Rope
- Keith Jarrett – La Scala
- Jazz Gitti – Jazz Gitti Gold
- Michael Jackson – Blood on the Dancefloor
- Anders Jormin – Once
- Bradley Joseph – Rapture
- Kent – Isola
- Diana King – Think Like the Girl
- Kikki Danielssons orkester – Ett hus med många rum
- Kiss – Carnival Of Souls
- KMFDM – Symbols
- Diana Krall – Love Scenes
- Kyuss och Queens of the Stone Age – Split
- Tomas Ledin – Sånger att älska till
- Live – Secret Samadhi
- Lotta Engbergs – Tolv i topp [13]
- Jan Lundgren – Swedish Standards
- Carin Lundin – From Dusk to Dawn
- Master P – Ghetto D [14]
- Megadeth – Cryptic Writings
- Brad Mehldau – The Art of the Trio
- Metallica – Cunning Stunts (dvd)
- Metallica – Reload
- Pat Metheny Group – Imaginary Day
- Mew – A Triumph for Man
- Millencolin – For Monkeys
- Morrissey – Maladjusted
- Nick Cave and the Bad Seeds – The Boatman's Call
- Nightwish – Angels Fall First
- Sanna Nielsen – Min önskejul
- No Use for a Name – Making Friends
- Nordman – Här och nu
- Notorius B.I.G. – Life after Death
- Oasis – Be Here Now
- The Offspring – Ixnay on the Hombre
- Popsicle – Stand Up And Testify
- Primal Scream – Vanishing Point
- The Prodigy – The Fat of the Land
- Portishead – Portishead
- Radiohead – OK Computer
- Rammstein – Sehnsucht
- The Rasmus – Playboys
- The Real Group – En riktig jul
- The Real Group – Jazz: Live
- Robyn – Robyn is Here (debut)
- The Rolling Stones – Bridges to Babylon

### S – Ö
- Savage Garden – Savage Garden (debut)
- Simon and Garfunkel – Old Friends (3-CD-box)
- Paul Simon – Songs From the Capeman
- Spice Girls – Spiceworld
- Soul II Soul – Time for Change
- Tomasz Stańko – Litania – The Music of Krzysztof Komeda
- Lisa Stansfield – Lisa Stansfield
- Supergrass – In It for the Money
- Texas – White on Blonde
- Viktoria Tolstoy – White Russian
- Travis – Good Feeling
- Triantafillos – Grammata Ki Afieroseis
- Shania Twain – Come On Over (4 november), säljer över 34 miljoner exemplar världen över[15]
- U2 – Pop
- Magnus Uggla – Karaoke
- Freddie Wadling – A Soft-Hearted Killer Collection
- Despina Vandi – Deka Entoles
- The Wannadies – Bagsy Me
- Weeping Willows – Broken Promise Land
- The Verve – Urban Hymns
- Anders Widmark – Psalmer
- Lars Winnerbäck – Rusningstrafik
- Anna Vissi – Travma
- ZZ Top – Degüello
- Monica Zetterlund – Det finns dagar

## Årets singlar och hitlåtar
Vänligen sortera soloartister på efternamn, musikgrupper på förstabokstaven (utan engelskans "The" och "A")
- Elisabeth Andreassen – Pepita dansar
- Anouk – Nobody's Wife
- Aqua – Barbie Girl
- Aqua – Doctor Jones
- Backstreet Boys – As Long as You Love Me
- Backstreet Boys – Everybody (Backstreet's Back)
- Black Ingvars – Idas sommarvisa
- Blond – Bara hon älskar mig
- Bloodhound Gang – Fire Water Burn
- Blur – Song 2
- Aaron Carter – Crazy Little Partygirl
- The Chemical Brothers – Block Rockin' Beats
- Chumbawamba – Tubthumping
- Dilba – I'm Sorry
- Eagle-Eye Cherry – Save Tonight
- Faith No More – Ashes to Ashes
- Eric Gadd – The Right Way
- Eric Gadd – My Personality
- E-Type – I Just Wanna Be With You
- E-Type – Back in the Loop
- Garmarna – En gång ska han gråta
- Grönwalls – Regn i mitt hjärta
- Hanson – MMMBop
- Hanson – I Will Come to You
- Helene & Gänget – En korg med blommor
- Natalie Imbruglia – Torn
- Janet Jackson – Got 'Til It's Gone, Together Again
- Paradisio – Bailando
- Peter Jöback – Guldet blev till sand
- kent – Om du var här
- Machine Head – The More Things Change...
- Magoo & Timbaland – Up Jumps Da Boogie
- Martin – Rymdraket
- Mark Molison – Return of the Mack
- No Doubt – Don't Speak
- Nordman – Se dig själv
- Oasis – D'You Know What I Mean?
- Pet Shop Boys – A Red Letter Day
- Pet Shop Boys – Somewhere
- The Prodigy – Breathe
- The Prodigy – Smack My Bitch Up
- Radiohead – Karma Police
- Robyn – Show Me Love
- Sahara Hotnights – Suits Anyone Fine
- Skunk Anansie – Hedonism (Just Because You Feel Good)
- Will Smith – Men in Black
- Spice Girls – 2 Become 1
- Spice Girls – Mama
- Spice Girls – Spice Up Your Life
- Suede – Saturday Night
- Texas – Black Eyed Boy
- Magnus Uggla – Kung för en dag
- The Verve – Bitter Sweet Symphony
- Travis – All I Want to Do is Rock
- Travis – Happy
- U2 – Staring At The Sun
- Wizex – Place de Trocadero

## Årets sångböcker och psalmböcker
- Astrid Lindgren – Astrids bästa [16]

## Sverigetopplistan1997
| Datum                  | Låttitel                                                           | Artist/grupp                       | Bakgrund       |
| ---------------------- | ------------------------------------------------------------------ | ---------------------------------- | -------------- |
| 17 januari 1997 (4v)   | Un-Break My Heart                                                  | Toni Braxton                       | USA            |
| 14 februari 1997 (1v)  | Barrel Of A Gun                                                    | Depeche Mode                       | Storbritannien |
| 21 februari 1997 (1v)  | Un-Break My Heart                                                  | Toni Braxton                       | USA            |
| 28 februari 1997 (6v)  | Vänner                                                             | Together                           | Sverige        |
| 11 april 1997 (1v)     | It's No Good                                                       | Depeche Mode                       | Storbritannien |
| 18 april 1997 (1v)     | Do You Wanna Be My Baby?                                           | Per Gessle                         | Sverige        |
| 25 april 1997 (6v)     | Bailando                                                           | Paradisio                          | Belgien        |
| 6 juni 1997 (1v)       | MMMBop                                                             | Hanson                             | USA            |
| 13 juni 1997 (4v)      | Bailando                                                           | Paradisio                          | Belgien        |
| 11 juli 1997 (1v)      | I'll Be Missing You                                                | Puff Daddy & Faith Evans feat. 112 | USA            |
| 18 juli 1997 (11v)     | Barbie Girl                                                        | Aqua                               | Danmark        |
| 26 september 1997 (7v) | Something About The Way You Look Tonight / Candle In The Wind 1997 | Elton John                         | Storbritannien |
| 14 november 1997 (5v)  | Burnin'                                                            | Cue                                | Sverige        |
| 12 december 1997 (4v)  | I Will Come to You                                                 | Hanson                             | USA            |

## Jazz
- Guillermo Gregorio: Ellipsis (hatOLOGY)
- Matthew Shipp: Strata (hatOLOGY)
- Steve Coleman: Genesis & The Opening of the Way
- Marcus Roberts: Blues for the New Millennium
- ICP Orchestra: Jubilee Varia (hatOLOGY)

## Klassisk musik
- Andrew Glover – The Fickle Virgin of Seventeen Summers: A Quartet for Strings
- Sofija Gubajdulina – The Canticle of the Sun
- Jaakko Mäntyjärvi – Canticum Calamitatis Maritiamae
- David Sawer – The Greatest Happiness Principle
- Tan Dun – Symphony 1997: Heaven, Earth, Mankind

## Födda
- 11 januari – Cody Simpson, australisk gitarrist.
- 4 april – Victor Leksell, svensk sångare
- 22 maj – Josefine Ridell, svensk sångare
- 14 september – Benjamin Ingrosso, svensk låtskrivare
- 28 november – Thor Salden, belgisk sångare
- 16 december – Zara Larsson, svensk sångare

## Avlidna
- 18 januari – Björn Isfält, 54, svensk kompositör, arrangör av filmmusik.
- 21 januari – Tom Parker, 87, Elvis Presleys manager.[3]
- 7 februari – Allan Edwall, 72, svensk skådespelare, författare, musiker.
- 18 februari – Sven Aage Andersen, 79, norsk-svensk skådespelare, sångare, dansare, koreograf, kompositör och sångtextförfattare.
- 9 mars – The Notorious B.I.G., 24, amerikansk rappare.
- 20 mars – Britt G. Hallqvist, 83, svensk författare och skapare av psalmer.[3]
- 15 april – Einar Bergh, 58, svensk operasångare.
- 16 maj – Birgit Lennartsson, 85, svensk skådespelare och sångare.
- 24 maj – Peter Rangmar, 40, svensk revyartist, medlem av Galenskaparna/After Shave.[3]
- 29 maj – Jeff Buckley, 30, amerikansk musiker.
- 12 juni – Bulat Okudzjava, 73, rysk författare, poet samt pionjär inom den ryska trubadurkonsten.
- 16 juni – Rolf Ericson, 74, svensk jazzmusiker.[3]
- 22 juni – Ted Gärdestad, 41, svensk sångare, kompositör, musiker och textförfattare.[3]
- 23 juni – Arne Stivell, 70, svensk filmproducent, regissör, skådespelare och musiker.
- 3 juli – Sam Samson, 90, svensk kompositör, kapellmästare, textförfattare och musiker (pianist).
- 7 juli – Erik Zetterström ("Kar de Mumma"), 92, svensk revyartist.[3]
- 1 augusti – Svjatoslav Richter, 82, rysk pianist.[3]
- 9 augusti – Gösta Taube, 93, svensk artist, bror till Evert Taube.[3]
- 20 augusti – Nils Hansén, 77, svensk kompositör, musikarrangör och kapellmästare.
- 2 september – Rudolf Bing, 95, tysk operaledare.[3]
- 5 september – Georg Solti, 84, ungerskfödd dirigent, brittisk medbrogare, från 1972 bosatt i Schweiz.[3]
- 12 september – Stikkan Anderson, 66, svensk textförfattare, musikförläggare, affärsman, manager för popgruppen Abba.[3]
- 24 september – Ruth Moberg, 85, svensk skådespelare och operasångare (sopran).
- 28 september – Munir Bashir, 66/67, irakisk oudspelare.
- 29 september – Sven-Eric Johanson, 77, svensk kompositör, medlem i Måndagsgruppen.[3]
- 12 oktober – John Denver, 53, amerikansk countrysångare.
- 26 oktober – Georg Adelly, 78, svensk musiker (basist), skådespelare och komiker.
- 28 oktober – Klaus Wunderlich, 66, tysk musiker.
- 22 november – Michael Hutchence, 37, sångare i INXS.
- 1 december – Stéphane Grappelli, 89,fransk jazzviolinist.
- 19 december – Saga Sjöberg, 86, svensk skådespelare och sångare.

### Fotnoter
1. ↑  Pareles, John (11 januari 1997). ”Once More the Outsider, David Bowie Turns 50”. The New York Times. http://query.nytimes.com/gst/fullpage.html?res=9D02E3D81738F932A25752C0A961958260. Läst 18 april 2008.
2. ↑  unattributed (30 december 2006). ”The James Brown Review”. The Augusta Chronicle. Arkiverad från originalet den 12 maj 2009. https://www.webcitation.org/5ghhulrvb?url=http://chronicle.augusta.com/stories/123006/spe_110576.shtml. Läst 18 april 2008.
3. 1 2 3 4 5 6 7 8 9 10 11 12 13 14 15 16 17 18 19 20 21   Horisont 1997. Bertmarks
4. ↑  Busari, Stephanie (24 mars 2008). ”Hey Madonna, don't give up the day job!”. Cable News Network. http://www.cnn.com/2008/SHOWBIZ/Movies/03/18/madonna.movies/?iref=mpstoryview. Läst 18 april 2008.
5. ↑  ”Svensk mediedatabas”. http://smdb.kb.se/catalog/search?q=Popstad+typ%3Aradio&sort=OLDEST. Läst 3 juli 2011.
6. ↑  Svensktoppen – Rekord på Svensktoppen.
7. ↑  Information i Svensk mediedatabas. Arkiverad 1 december 2012 hämtat från the Wayback Machine.
8. ↑  ”Poplight – Melodifestivalen(läst 8 april 2011)”. Arkiverad från originalet den 20 februari 2010. https://web.archive.org/web/20100220142547/http://poplight.zitiz.se/melodifestivalen/1997. Läst 8 april 2011.
9. ↑  ”Poplight – Eurovision Song Contest (läst 8 april 2011)”. Arkiverad från originalet den 24 maj 2012. https://archive.is/20120524220622/http://poplight.zitiz.se/eurovision-song-contest/1996. Läst 8 april 2011.
10. ↑  Information i Svensk mediedatabas.
11. ↑  ”Aftonbladet”. 23 januari 1999. http://wwwc.aftonbladet.se/noje/9901/23/pop.html. Läst 3 juli 2011.
12. ↑  Elisabeth Andreassen fansite – Skivhistorik
13. ↑  Lotta Engbergs diskografi Arkiverad 3 februari 2011 hämtat från the Wayback Machine.
14. ↑  ”Master P - Chart history  Billboard”. www.billboard.com. http://www.billboard.com/artist/309928/master-p/chart. Läst 9 oktober 2023.
15. ↑  ”Twain of thought”. The Age (Melbourne). http://www.theage.com.au/articles/2003/07/05/1057179202436.html.
16. ↑  ”Astrid Lindgren”. http://www.astridlindgren.se/verken/bocker/visbocker. Läst 21 mars 2011.